# 法拉利F1-75
法拉利F1-75是由法拉利车队设计和制造的一级方程式赛车，是2022年一级方程式世界锦标赛法拉利車隊的比賽用車。賽車由小卡洛斯·塞恩斯和夏尔·勒克莱尔驾驶。賽車是法拉利車隊在2022年技術規則下的第一款賽車。 F1-75在2022年巴林大獎賽上首次參賽，並且獲得冠軍和亞軍。

## 賽車設計及塗裝

### 背景
新一代技術規則原定於2021年賽季推出。但是，由於2019冠状病毒病疫情，規則被推遲到至2022年推出。因此，從2020年3月28日至2020年12月31日，所有新一代賽車的開發都暫停了。

### 塗裝
F1-75的塗裝與前幾年的賽車一樣，採用啞光紅色；法拉利樣式中心創建的新漸變用於這輛車。與SF21不同的是，在尾端沒有使用莧菜色，而是在前後翼使用黑色，這是1980年代和1990年代法拉利賽車的典型風格，進氣口後面有一條帶，上面有一個慶祝法拉利成立75週年的標誌；最後，車號也以黑色底色顯示，字體與SF21不同。
上面的慶祝標誌，在製服上以意大利三色為下劃線，由寫成字母組合的“75”、日期“1947-2022”和躍馬標誌組成。它旨在慶祝法拉利成立75週年。“F1-75”這個名字也有同樣的目的。
自2018年開始出現在法拉利上的Mission Winnow標誌在引擎蓋和機翼上消失了，他們不再是法拉利的冠名贊助商，而新的贊助商現在出現在中間區域。联合包裹服务航空標誌位於鼻子和引擎罩上的桑坦德銀行標誌自2017年以來首次重新出現在賽車上，而在Halo和文丘里隧道上的高通驍龍標誌首次出現於法拉利賽車上。

### 設計
由於國際汽聯在2022年賽季做出規則變更，F1-75的特點是完全不同於其前身的全新賽車。地面效应（文丘里效应）自被禁之后首次重新允许赛车使用，以减小下压力损失及跟车乱流影响。賽車設計彎曲的底部，以利用地面效應。
在車身的側面，直到前一年才出現引流板（bardgeboard），有抽氣機，旨在將空氣帶到有兩個文丘里通道的汽車底部。就連前翼也因爲規則而簡化：在中央部分形成勺子形狀的前翼由4個部件組成，所有部件都直接連接到頭翼，頭翼呈圓形狀並以尖端結束（類似適應電路類型的構造）在那裡它再次添加了一個NACA進氣口（過去在法拉利641F1上的設計）。側面進氣口很高，呈窄而長的形狀，而賽車的側箱非常寬，在其下方有一個小凹槽，將空氣向後輸送，而它們在上部挖出，以增加下壓力和將空氣帶到擴散器上。在引擎罩的側面有兩個冷卻口，在側箱上方的坑內部，像SF90和SF1000一樣，空氣鏡恢復為三角形。
F1-75還安裝了規則要求的18英寸輪殼，配備輪罩。F1-75似乎採用了與阿斯顿·马丁AMR22相同的“雙茶盤”設計，將氣流分成單獨的氣流，一個流入文丘里入口，另一個流入車身側面。

### 引擎
與上賽季相比，車隊帶來了名為066/7的新規格，它在散熱部分進行了更新，並採用了在2021年俄羅斯大獎賽推出的引擎更新相同的混合系統。

## 賽季記錄

### 季前
法拉利F1-75於2022年2月18日在巴塞隆納-加泰隆尼亞賽道正式亮相，勒克莱尔和塞恩斯在當天完成了首次試車。該車於2月23日至2月25日參加了在巴塞隆納-加泰隆尼亞賽道進行的2022年一級方程式季前測試第一回合測試中，許多車隊在他們的賽車上出現了海豚跳效應（由於地面效應導致賽車產生共振，使汽車快速上下跳動），這構成了駕駛性能和可靠性問題。獨特的是，F1-75相比其他車隊較小受海豚跳效應影響。在三個測試日內，該車完成了439圈；總共2,052（1,275英里），相當於接近6個大獎賽比賽距離，是十支車隊中測試總距離最高的車隊。該車隨後於3月10日至3月12日參加了在巴林国际赛道進行的第二回合季前測試。在三個測試日內，該車完成了349圈；總共1,889（1,174英里），相當於6.2個大獎賽比賽距離。兩項測試都表明，這輛車似乎十分具備競爭力，在較長的比賽模擬和短的排位賽模擬的速度都非常快。勒克莱尔表示對他在一級方程式經歷的“最順利”的季前測試感到鼓舞。塞恩斯對法拉利在巴塞羅那和巴林進行的6天季前測試的可靠性感到高興。

### 賽季首五站
兩位車手在2022年巴林大獎賽的自由練習中表現出色，夏爾·勒克萊爾表示賽車還能夠造出更快的圈速，並預計車隊會在排位賽和比賽會與紅牛競爭激烈，他們的速度與自己相當接近。塞恩斯表示在短期內仍然不完全了解這輛車，他在前輪胎的暖胎中遇到困難，而且在中速彎有很多轉向不足，並且仍然沒有以理想的方式駕駛賽車。他想在自己的駕駛中做出的具體改變，以克服這些障礙。勒克萊爾和塞恩斯分別在排位賽獲得杆位和第三名。在比賽中，兩位車手在起步后都保持位置。直至第一次換胎后，他與紅牛車隊的馬克斯·維斯塔潘激烈纏鬥，互相交換位置，但維斯塔潘還是沒能在勒克萊爾手中搶下第一名。直到第45圈艾法托利的皮埃爾·蓋斯利因引擎起火而退賽，導致安全車進場。兩位車手都進站換上新紅胎。安全車退場后，塞恩斯受惠於維斯塔潘因燃油泵問題退賽而上升至第二位完賽，勒克萊爾則以第一位完賽。這場勝利結束了法拉利45場大獎賽的不勝紀錄，也是自2019年新加坡大獎賽后法拉利首次以1-2位完賽。勒克萊爾說這個完美的開季讓他感到滿意，在車隊經歷兩年低潮后重返巔峰感到很神奇。結果使法拉利在車隊積分榜中登上首位，拿到44分。勒克萊爾排名第一，塞恩斯在車手積分榜排名第二。
勒克萊爾在沙特阿拉伯大獎賽排位賽中獲得第二名，塞恩斯第三名。勒克萊爾表示，他對成績感到不滿，認爲自己應該可以得到杆位。車隊領隊比諾托說，他對成績感到樂觀，認爲比賽什麽事情都可以發生，他們仍有機會勝出比賽。比賽期間，勒克萊爾一直在佩雷斯後面等候機會，準備進攻。直至第15圈，威廉姆斯的尼古拉斯·拉提菲因在第13號彎撞車而退賽，導致安全車進場。兩位車手都進站換上新胎，勒克萊爾因而可以超越在安全車出場前進站的佩雷斯。在開場就被維斯塔潘超越的塞恩斯也升上第三并以這名次完賽。第41至45圈，勒克萊爾與紅牛車隊的馬克斯·維斯塔潘激烈纏鬥，互相交換位置，與巴林站不同，維斯塔潘成功在勒克萊爾手中搶下第一名，並保持位置完賽。勒克萊爾以第二名完賽。勒克萊爾表示，儘管他對輸掉比賽很失望，但很享受與維斯塔潘的激烈纏鬥。塞恩斯表示，對能上頒獎臺感到鼓舞。結果使法拉利在車隊積分榜中繼續排在首位，拿到78分。勒克萊爾在車手積分榜中繼續排在第一名，塞恩斯排名第二。
車隊為澳大利亞大獎賽帶來新的更新,他們在在擴散器的中心線周圍添加了一個“封隔器”，這能將排出氣流更均勻地分佈在擴散器上。。勒克萊爾一如預期地在排位賽奪得杆位，比第二名的馬克斯·維斯塔潘快接近0.3秒，但塞恩斯卻因為紅旗而令他需要放棄第一個飛馳圈，在他第二個飛馳圈時因失誤而跑出賽道，只能以第九名完成排位賽。到了正賽，塞恩斯在起步時因輪胎溫度過低而讓他掉至第十四名。在第2圈，塞恩斯在9號彎嘗試超越米克·舒馬赫時失控衝上草地並卡在碎石區中，不幸退賽。隊友勒克萊爾則達成生涯首次大滿貫（奪得桿位、在正賽領跑每一圈和取得最快圈），拋離第二位的沙治奧·佩雷斯20秒，輕鬆地贏得本季第二個分站冠軍。結果使法拉利在車隊排行榜中繼續排在首位，拋離第二位的梅賽德斯AMG車隊39分。勒克萊爾在車手積分榜中繼續排在第一名，拋離第二位的喬治·羅素34分，塞恩斯跌至第三名。塞恩斯認為他在澳洲站的表現是一場災難。“硬胎在比賽開始時完全沒有抓地力，其後嘗試超越其他車手時又太衝動，排位賽時又遇上紅旗，自己也有一些失誤。”“所有可能出錯的事情都出錯了。”
重返歐洲賽區，來到舉辦賽季首場衝刺賽的艾米利亞-羅馬涅大獎賽，法拉利並沒有帶來任何更新。在排位賽中，勒克萊爾以0.779秒之差被紅牛車隊的馬克斯·維斯塔潘擊敗而獲得第二名。塞恩斯因為在第二階段排位賽時在最後一彎失控撞牆，導致賽車損毀太嚴重而無法參加第三階段排位賽，只能獲得第十名。在衝刺賽上，勒克萊爾雖然在首圈超越維斯塔潘，但維斯塔潘成功在衝刺賽末段重新超越勒克萊爾。勒克萊爾以第二位完成衝刺賽，塞恩斯以第四位完成衝刺賽。勒克萊爾在正賽起步時就被佩雷斯超越。雖然勒克萊爾一直在佩雷斯身後準備做出進攻，但是在最後幾圈，勒克萊爾失去控制並與護欄發生輕微碰撞，使他需要進站維修。最後勒克萊爾以第六位完賽。塞恩斯的命運比勒克萊爾更差。比賽開始時賽道正在下雨。麥拉倫車隊的丹尼尔·里卡多在進入2號彎時轉向不足，撞上塞恩斯，塞恩斯就此退賽。比賽過後，塞恩斯在車手積分榜跌至第五位，勒克萊爾與第二位的維斯塔潘積分差距縮減至27分。
法拉利在首屆邁阿密大獎賽提前了本來預計在西班牙大獎賽才推出的底板和尾翼更新。車隊在排位賽中達成了自2019年墨西哥大獎賽以來首次鎖定前排，勒克萊爾以0.19秒之差擊敗塞恩斯而奪得杆位。在正賽起步時，塞恩斯就被維斯塔潘超越，跌至第三名。勒克萊爾也在第九圈失守，他被維斯塔潘在一號彎使用DRS超越。雖然在第四十一圈，麥拉倫車手蘭多·諾里斯與皮埃爾·蓋斯利發生碰撞，兩位車手雙雙退賽，導致安全車進場，但是勒克萊爾仍然無法超越維斯塔潘，只能以第二名完賽。塞恩斯雖然一度受沙治奧·佩雷斯威脅，但在佩雷斯發生失誤後，塞恩斯順利以第三名完賽。雖然法拉利在邁阿密大獎賽後仍能保持車隊積分榜中第一名的位置，但與紅牛的積分差距已經被追近至六分。

### 西班牙、摩納哥、阿塞拜疆和加拿大站
作為奪冠大熱門的法拉利為西班牙大獎賽帶來了車體、煞車和尾翼的更新，能夠改善賽車的空氣動力效率和因應賽道特性而提高下壓力。夏尔·勒克莱尔在第三階段排位賽的第一個飛馳圈時打滑，但他在第二個飛馳圈時造出1:18.750，奪得杆位；小卡洛斯·塞恩斯則奪得第三名。正賽起步時，塞恩斯就被喬治·羅素超越，跌至第四名。第九圈，塞恩斯在四號彎衝出賽道，排名跌至第十一名。第二十七圈，勒克莱尔在領先的情況下因動力單元故障而退賽。最後塞恩斯以第四名完賽。車隊表示，導致勒克莱尔動力單元故障的部件是MGU-H和渦輪。由於馬克斯·維斯塔潘取勝，勒克莱尔在車手積分榜中跌至第二名；而法拉利也在車隊積分榜中被紅牛超越，跌至第二名。
在勒克莱尔主場摩納哥舉辦的摩納哥大獎賽上，車隊度過了一個失望的週末。勒克莱尔連續第二年在家鄉奪得杆位，塞恩斯緊隨其後獲得第二名，法拉利繼邁阿密大獎賽後再次鎖定前排。車隊在正賽中進站策略失誤，勒克萊爾進站兩次，排名跌至第四；所幸塞恩斯只進站一次，排名維持在第二。摩纳哥赛道因為難以超車，導致比賽沉悶而一直被車迷批評，所以之後排名沒有改變，兩位車手維持位置直至完賽。勒克萊爾首次在摩納哥大獎賽完賽。但他在賽後表示：「賽車有很好的速度，但是錯誤的戰術讓他失去了領先位置，簡直是一場災難。」
至於隨後的阿塞拜疆大獎賽，陸克萊連續第二年在巴庫奪得杆位，成為首位能夠在該賽道奪得多過一次杆位的車手。至於隊友小卡洛斯·塞恩斯則奪得第三名。惟正賽起步的時候，陸克萊隨即被於第二位發車的沙治奧·佩雷斯反超，小卡洛斯·塞恩斯於第九圈的時候因為液壓問題被迫退賽，雖然陸克萊第19圈的時候受惠於對手將進入維修站重回榜首位置，但是不久後因為動力單元故障問題被迫退出賽事。這場比賽是自1997年英國大獎賽以來，法拉利車隊首次出現因賽車的機械問題而導致兩位車手均需要退賽的情況。在紅牛以1-2名完賽的情況下，法拉利在車隊積分榜被紅牛拋離80分。陸克萊在車手積分榜被佩雷斯超越，跌至第三名，落後第一名的馬克斯·維斯塔潘34分。
国际汽车联合会在加拿大大獎賽賽前發佈了新的指引，將針對賽車的垂直震動幅度給予定量極限（quantitative limit），以保障車手的安全。勒克萊爾在上場因渦輪問題而退賽後，在本站選擇換上新的電子控制設備（control electronics），其後更直接換上整套新的動力單元，從起步區後面起步。塞恩斯在排位賽中獲得第三名，勒克萊爾則從第十九名起步。在正賽的第三圈，塞恩斯便超越费尔南多·阿隆索，升上第二名。勒克萊爾使用硬胎起步，並在第二十九圈升上第六名，他在第四十二圈進站換上中性胎，跌至第十二名。第四十九圈，角田裕毅撞車並引發安全車，塞恩斯進站換上中性胎，勒克萊爾升上第七名。勒克萊爾在第五十九和六十圈接連超越阿隆索和埃斯特班·奧康，升上第五名，並保持位置完賽。塞恩斯在比賽尾段不停挑戰維斯塔潘，試圖從他手中搶走領先位置，但維斯塔潘激烈抵抗，成功防守塞恩斯。塞恩斯屈居第二名，他在賽後表示，賽車在整場比賽中都比其他車手的快，並對於未能取勝感到可惜。勒克萊爾則對比賽過程感到十分不滿，因為他在整場比賽中一直被困在車龍中難以超越前車，只以第五名完賽，並在車手積分榜中被維斯塔本拉開領先距離至49分。

## 完整一級方程式參賽成績
(賽果底色示意列表)

粗體－桿位 斜體－最快圈速 * – 賽季進行中 1 2 3 4 5 6 7 8 – 衝刺賽積分名次

† –  車手未完成賽事，但已完成90%的原定賽程，因而有排名 

‡ –  由於未完成預定距離的75％，因此該場比賽只能獲得一半積分 

| 年份   | 底盤       | 動力單元（Power unit） | 輪胎 | 車號 | 車手            | 大獎賽 | 大獎賽 | 大獎賽 | 大獎賽              | 大獎賽 | 大獎賽 | 大獎賽 | 大獎賽   | 大獎賽 | 大獎賽 | 大獎賽 | 大獎賽 | 大獎賽 | 大獎賽 | 大獎賽 | 大獎賽 | 大獎賽 | 大獎賽 | 大獎賽 | 大獎賽 | 大獎賽 | 大獎賽 | 積分 | 名次 |
| 年份   | 底盤       | 動力單元（Power unit） | 輪胎 | 車號 | 車手            | 巴林   | 沙     | 澳     | 艾米利亚-罗马涅大区 | 邁     | 西     | 摩     | 阿塞拜疆 | 加     | 英     | 奧     | 法     | 匈     | 比     | 荷     | 義大利 | 新     | 日     | 美     | 墨     | 聖     | 阿布   | 積分 | 名次 |
| ------ | ---------- | ---------------------- | ---- | ---- | --------------- | ------ | ------ | ------ | ------------------- | ------ | ------ | ------ | -------- | ------ | ------ | ------ | ------ | ------ | ------ | ------ | ------ | ------ | ------ | ------ | ------ | ------ | ------ | ---- | ---- |
| 2022年 | 法拉利車隊 | 法拉利066/7 1.6公升V6t | P    |      |                 |        |        |        |                     |        |        |        |          |        |        |        |        |        |        |        |        |        |        |        |        |        |        |      |      |
| 2022年 | 法拉利車隊 | 法拉利066/7 1.6公升V6t | P    | 16   | 夏爾·勒克萊爾   | 1      | 2      | 1      | 6 2                 | 2      | Ret    | 4      | Ret      | 5      | 4      | 12     | Ret    | 6      | 6      | 3      | 2      | 2      | 3      | 3      | 6      | 4 6    | 2      | 554  | 亚军 |
| 2022年 | 法拉利車隊 | 法拉利066/7 1.6公升V6t | P    | 55   | 小卡洛斯·塞恩斯 | 2      | 3      | Ret    | Ret 4               | 3      | 4      | 2      | Ret      | 2      | 1      | Ret3   | 5      | 4      | 3      | 8      | 4      | 3      | Ret    | Ret    | 5      | 3 2    | 4      | 554  | 亚军 |
| 來源:  |            |                        |      |      |                 |        |        |        |                     |        |        |        |          |        |        |        |        |        |        |        |        |        |        |        |        |        |        |      |      |

## 外部鏈接
- 官方網站 （页面存档备份，存于）